# 힐뒤르 그뷔드나도티르
힐두르 구드나도티르 또는 힐뒤르 그뷔드나도티르(아이슬란드어: Hildur Ingveldar Guðnadóttir, 1982년 9월 4일 ~ )는 아이슬란드의 작곡가, 첼리스트이다. 요한 요한손의 영화 OST에 참여하여, 《프리즈너스》, 《시카리오: 데이 오브 솔다도》 등에서 첼로 연주를 담당했다. 《막달라 마리아: 부활의 증인》과 《조커》에서는 OST 전체를 담당하였다.

## 디스코그래피

### 솔로
- Mount A (2006)
- Without Sinking (2009)
- Leyfðu Ljósinu (2012)
- Saman (2014)

### OST 담당 작품

#### 영화
| 연도 | 제목                             | 감독                   | 비고                      |
| ---- | -------------------------------- | ---------------------- | ------------------------- |
| 2015 | 《진 Jîn》                       | 레하 에르뎀            |                           |
| 2015 | 《프리즈너스》                   | 드니 빌뇌브            | 첼로 연주 담당            |
| 2015 | 《시카리오: 암살자의 도시》      | 드니 빌뇌브            | 첼로 연주 담당            |
| 2015 | 《레버넌트: 죽음에서 돌아온 자》 | 알레한드로 G. 이냐리투 | 첼로 연주 담당            |
| 2016 | 《오스》                         | 발타사르 코르마퀴르    |                           |
| 2016 | 《컨택트》                       | 드니 빌뇌브            | 첼로 연주 담당            |
| 2017 | 《톰 오브 핀란드》               | 도메 카루코스키        | 라세 에네르센과 공동 감독 |
| 2017 | 《저니스 엔드》                  | 솔 디브                | 내털리 홀트와 공동 감독   |
| 2018 | 《막달라 마리아: 부활의 증인》   | 가스 데이비스          | 요한 요한손과 공동 감독   |
| 2018 | 《시카리오: 데이 오브 솔다도》   | 스테파노 솔리마        |                           |
| 2019 | 《조커》                         | 토드 필립스            |                           |

#### 드라마
- 《체르노빌》(2019)